# Kerpely Antal (kohómérnök, 1866–1917)
Kerpely Antal (Ruszkabánya, 1866. szeptember 27. – Bécs, 1917. július 23.) kohómérnök. Kerpely Antal (1837–1907) kohómérnök fia, Kerpely Kálmán (1864–1940) agrármérnök testvére.

## Életpályája
Selmecbányán diplomázott 1887-ben. Gyakorlati éveit Trzinetzben kezdte, majd Witkovitzba került. 1893-ban meghívták Kladnóba a Poldihütte ágyú- és fegyvergyárba. 1897-től az Österreichische-Alpine-Montan-Gesellschaft alkalmazta, 1904-től vezérigazgatója volt.
Sok találmánya közül a róla elnevezett forgórostéllyal ellátott gázfejlesztő készülék az egész világon elterjedt. Végrendeletében 2 millió koronát jótékony célra hagyott.

## Díjai
- Carl Lueg aranyérem (1914)